# Reichskreditkassenmünzen

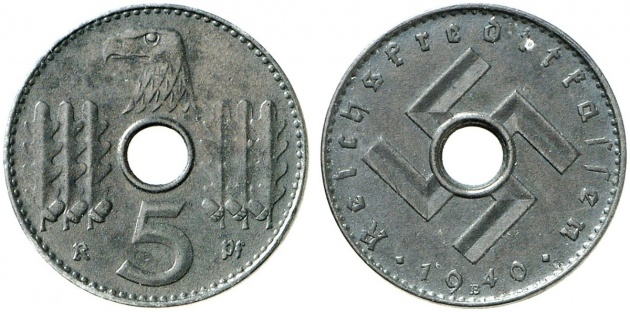
Reichskreditkassenmünze zu 5 Reichspfennig (1940)

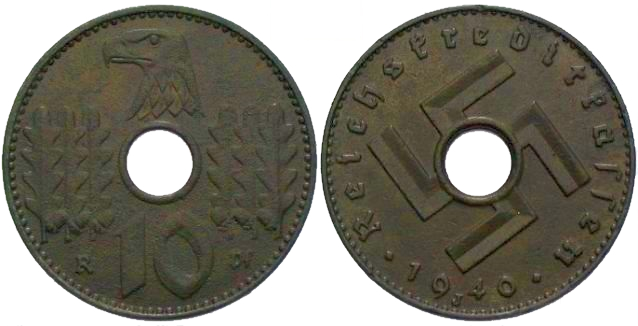
Reichskreditkassenmünze zu 10 Reichspfennig (1940)

Reichskreditkassenmünzen sind von der Ende 1939 gegründeten Reichskreditkasse herausgegebene Münzen für den Gebrauch in den Gebieten, die das Deutsche Reich während des Zweiten Weltkriegs besetzt hielt. Geprägt wurden Münzen aus Zink zu 5 und 10 Reichspfennigen. Die Pfennige hatten in der Mitte ein Loch („Lochgeld“).
Die Reichskassenmünzen wurden 1940 von allen Münzprägeanstalten des Reichs geprägt, 1941 nur in den Ausprägungen A und F. Viele Reichskassenmünzen wurden noch vor Ausgabe wieder eingeschmolzen. Allein aus der Berliner Münze stammende Reichskassenmünzen (A) gelten nicht als selten.

## Quelle
- Tyll Kroha: Reichskreditkassenmünzen. In: Lexikon der Numismatik. Bertelsmann Lexikon-Verlag, 1977, S. 363.